# Přímětice
Přímětice (německy Brenditz) jsou bývalá vesnice, dnes okrajová čtvrť města Znojma, rozšířená o sídliště a čtvrť s rodinnými domky. Působiště Prokopa Diviše. Ve staré části se nachází Křížový sklep.

## Název
Na vesnici bylo přeneseno původní pojmenování jejích obyvatel Přímětici odvozené od osobního jména Příměta (ve starší podobě Přěmata), které buď bylo odvozeno od obecného přímý nebo to byla domácká podoba jména Přěmysl či Přěmil. Význam místního jména byl "Přímětovi lidé". Německé jméno vzniklo z českého.

## Historie
První zmínky o obci pocházejí z roku 1220, kdy se obec stala majetkem Louckého kláštera. Od zavedení obecního zřízení v polovině 19. století do 31. července 1976 byly Přímětice samostatnou obcí. Od 1. srpna 1976 jsou částí města Znojmo.

## Přírodní poměry
Přímětice leží v Jevišovické pahorkatině. Severovýchodně od nich se nachází přírodní památka Kaolinka.

## Obyvatelstvo
| Rok            | 1869 | 1880 | 1890 | 1900 | 1910 | 1921 | 1930 | 1950 | 1961 | 1970 | 1980 | 1991  | 2001  | 2011  | 2021  |
| -------------- | ---- | ---- | ---- | ---- | ---- | ---- | ---- | ---- | ---- | ---- | ---- | ----- | ----- | ----- | ----- |
| Počet obyvatel | 596  | 594  | 663  | 694  | 714  | 640  | 685  | 744  | 818  | 892  | 969  | 3 331 | 4 018 | 4 246 | 4 224 |
| Počet domů     | 112  | 115  | 112  | 116  | 126  | 133  | 156  | 199  | 217  | 235  | 273  | 384   | 555   | 709   | 709   |

## Pamětihodnosti
- Křížový sklep – svými rozměry se údajně jedná o druhý největší křížový sklep na světě
- Památník Prokopa Diviše – Prokop Diviš působil v obci jako farář, byl vynálezcem bleskosvodu (1750–1754). Funkcionalistický památník navrhl brněnský architekt Bohuslav Fuchs v roce 1936.
- Kostel svaté Markéty